# Anatoliko Selino

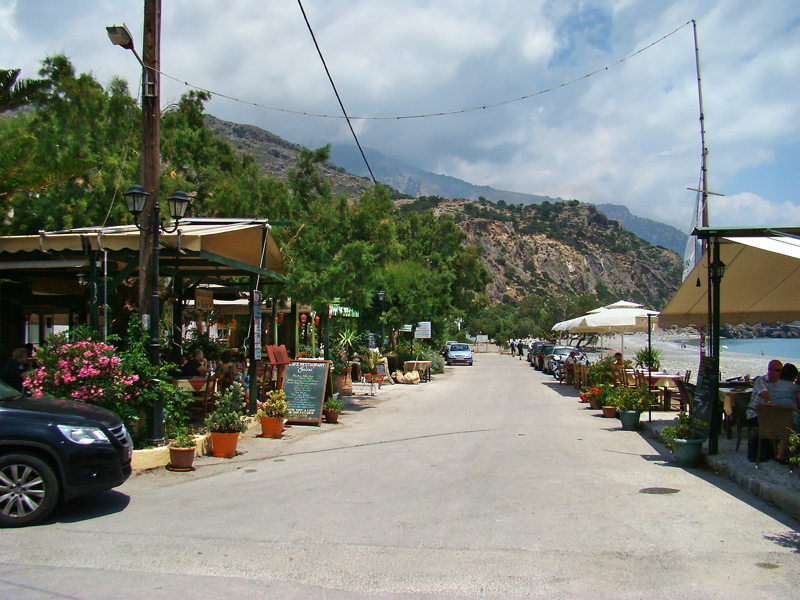
Il lungomare di Sougia

Anatoliko Selino (in greco Ανατολικ΄Σέλινο?, pronunziato Anatolikò Sèlino) è un ex comune della Grecia nella periferia di Creta (unità periferica di La Canea) con 1 478 abitanti secondo i dati del censimento 2001.
È stato soppresso a seguito della riforma amministrativa, detta Programma Callicrate, in vigore dal gennaio 2011 ed è ora compreso nel comune di Kantanos-Selino.

## Geografia fisica
Il comune si affaccia sulla costa del Mar Libico ed il suo territorio è prevalentemente montuoso, inciso da profonde gole scavate da torrenti. Come gli adiacenti comuni è abbastanza isolato e le comunicazioni avvengono soprattutto per via marittima. È comunque teoricamente possibile raggiungerlo via terra tramite una strettissima strada che si distacca da quella principale Chania-Omalòs all'altezza del villaggio Alikianòs. La strada costeggia il versante occidentale dei monti Lefki e superati alcuni passi si immette, all'altezza del villaggio di Rodovani, in una lunga valle per poi terminare dopo 70 km al piccolo porto di Sougia. È questo l'itinerario seguito dalle autolinee KTEL.

## Centri abitati

### Sougia
Sougia è un piccolo villaggio affacciato sul mar libico, 75 km da Chanià. È una tranquilla stazione balneare che dispone una lunga spiaggia. I battelli che vanno da Paleochora a Sfakia vi fanno una sosta. Nelle vicinanze si trova il sito dell'antica Lissos, centro ellenistico e romano di cui sussistono ancora le tracce di un tempio dedicato ad Esculapio. A monte del paesino si trova un lungo canyon, le gole di Agía Iríni.

## Località
Il Comune è suddiviso in 6 comunità, come risulta dalla sottostante tabella. La sede del municipio è sottolineata in grassetto.
| Circoscrizione | Popolazione | Superficie. |
| -------------- | ----------- | ----------- |
| Rodovani       | 336         | 14,7        |
| Skafi          | 167         | 9           |
| Sougia         | 262         | 49          |
| Temeni         | 97          | 9,2         |
| Epanochori     | 361         | 47          |
| Kampanòs       | 245         | 6,8         |